# Albert Nobbs
Albert Nobbs är en irländsk dramafilm från 2011 i regi av Rodrigo García med Glenn Close i huvudrollen. Filmen är baserad på romanen "The Singular Life of Albert Nobbs" av George Moore. Filmen fick tre Oscarsnomineringar inför Oscarsgalan 2012. 
Albert Nobbs handlar om butlern Albert som kämpar för att överleva i 1800-talets Irland, där kvinnornas situation är mycket svår. Albert, spelad av Glenn Close, jobbar som butler på Dublins finare hotell men har en kvinnokropp vilket försvårar situationen.

## Rollista
- Glenn Close – Albert Nobbs
- Mia Wasikowska – Helen Dawes
- Aaron Johnson – Joe
- Janet McTeer – Hubert Page
- Pauline Collins – Mrs. Baker
- Brenda Fricker – Polly
- Jonathan Rhys Meyers – Viscount Yarrell
- Brendan Gleeson – Dr. Holloran
- Maria Doyle Kennedy – Mary
- Mark Williams – Sean
- Serena Brabazon – Mrs. Moore
- Michael McElhatton – Mr. Moore
- Kenneth Collard – M. Pigot